# Callopistria pauliani
Callopistria pauliani är en fjärilsart som beskrevs av Emilio Berio 1955. Callopistria pauliani ingår i släktet Callopistria och familjen nattflyn. Inga underarter finns listade i Catalogue of Life.